# Lidia Berroeta
Lidia Berroeta de Novoa (* 1880 in Illapel; † 1943 in Santiago de Chile) war eine chilenische Bildhauerin.
Berroeta studierte an der Escuela de Bellas Artes bei Virginio Arias. Ihre Werke wurden in den 1910er Jahren mehrfach im Salón Oficial in Santiago ausgestellt, wobei sie mehrere Preise für Plastik erhielt. Ausgezeichnet wurde sie auch bei der Exposición Internacional de Quito in Ecuador und der Exposición Internacional de Buenos Aires in Argentinien. Sie trat vor allem mit Porträtplastiken hervor.
Sie gehörte der Generación del Trece (Generación del 13) an.